# Třebsko
Třebsko település Csehországban, a Příbrami járásban. Třebsko Milín, Vysoká u Příbramě, Narysov, Tochovice, Příbram és Modřovice településekkel határos. Lakosainak száma 270 fő (2024. január 1.).

## Népesség
A település lakosságának változását az alábbi diagram mutatja:
| Lakosok száma | 362  | 416  | 327  | 206  | 209  | 202  | 256  | 275  | 272  | 270  |
|               | 1869 | 1890 | 1921 | 1950 | 1980 | 2001 | 2017 | 2019 | 2022 | 2024 |